# 커털린 모로샤누

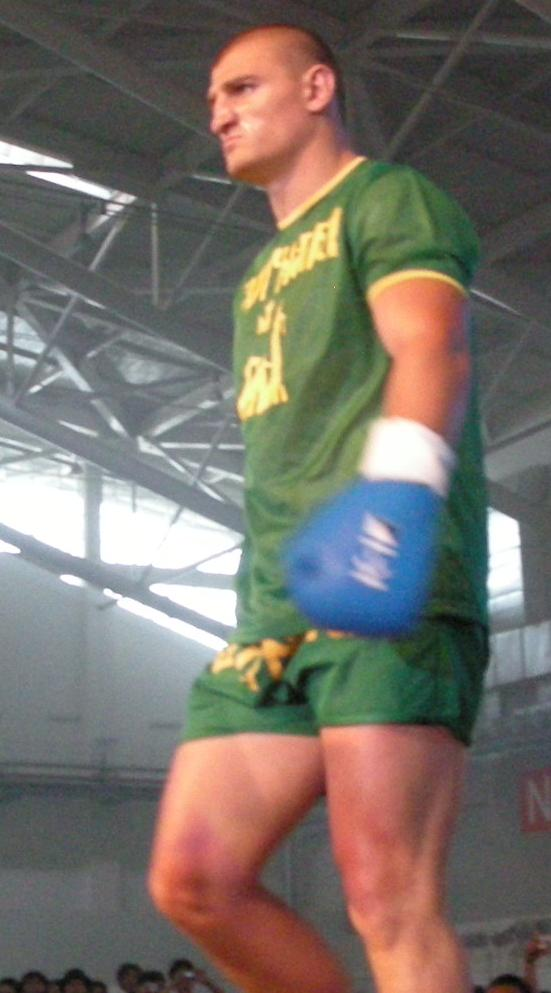

커털린 모로샤누(루마니아어: Cătălin Moroşanu)는 루마니아의 킥복싱 선수다. 1982년 1월 29일, 루마니아에서 태어났다.

## 생애

### 정보
키는 182cm에 체중은 100kg이다. 그 밖의 통합전적은 15승 1패(11 KO)로 좋은 성적과 대체로 높은 KO률을 보유하고 있다. 하얀 밥샙으로 불리는 그는 부다페스트에서 처음 데뷔하여 에르한 데니즈를 몰아붙여서 당황시키다가 결국 연장 끝에 승리를 거둔다. 하지만 유럽GP에서 아쉽게도 프레디 케마요에게 35초만에 니킥으로 눈쪽에 커팅되면서 패하고 만다. 아시아GP 슈퍼파이트에서는 2연속 패배 중인 사와야시키 준이치를 파워있는 공세로 몰아붙여서 1R KO승으로 이기게 된다.

### K-1 격투 전적
- 9전 4승 5패(2 KO)

| 경기일자        | 상대                | 결과 | 내용           | 대회                                  |
| --------------- | ------------------- | ---- | -------------- | ------------------------------------- |
| 2010년 5월 22일 | 에롤 짐머맨         | 패   | 1R KO          | K-1 월드 GP 2010 in Bucharest         |
| 2009년 9월 26일 | 김태영              | 패   | 1R 반칙        | K-1 월드 GP 2009 final 16             |
| 2009년 7월 3일  | 위스토우 와스뉴스키 | 승   | 1R KO          | K-1 Collizion 2009 Sarajevo           |
| 2009년 5월 16일 | 토마스 코허트       | 패   | 3R KO          | K-1 Collizion Czech Tournament        |
| 2009년 2월 28일 | 무사브 글루사리     | 승   | 1R 58초 KO     | K-1 Rules Tournament 2009 in Budapest |
| 2008년 7월 13일 | 사와야시키 준이치   | 승   | 1R 2분 04초 KO | K-1 월드 GP 2008 in taipei            |
| 2008년 4월 26일 | 프레디 케마요       | 패   | 1R 35초 KO     | K-1 월드 GP 2008 in amsterdam         |
| 2008년 2월 9일  | 에르한 데니즈       | 승   | 4R 연장판정    | K-1 월드 GP 2008 in budapest          |
| 2007년 5월 4일  | 스테판 레코         | 패   | 3R 판정        | K-1 fighting network romania 2007     |

## 타이틀
- 2008 WKN 인터콘티넨탈 헤비급 챔피언